# نامیبیا ۱۷۱۸
سیارک ۱۷۱۸ (به انگلیسی: 1718 Namibia، نامگذاری:1942RX) هزار و هفتصد و هجدهمین سیارک کشف شده‌است که در ۱۴ سپتامبر ۱۹۴۲ کشف شد.
قدر مطلق سیارک برابر ۱۳٫۵۰ است.